# Gustave Verbeek

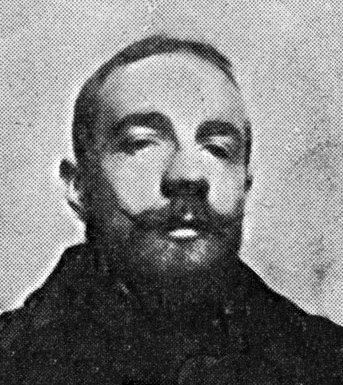
Verbeek in 1895

Gustave Verbeek, soms ook gespeld als Gustave Verbeck  (Nagasaki, 1867 - New York, 1937) was een Nederlands-Amerikaanse striptekenaar en cartoonist aan het begin van de 20e eeuw. Verbeek is vooral bekend geworden door The Upside Downs of Little Lady Lovekins and Old Man Muffaroo (1903-1905); dit zijn stripverhalen die ook ondersteboven gelezen kunnen worden.
Verbeek studeerde in Japan en in Parijs. Hij verhuisde daarna naar de Verenigde Staten en begon te werken als illustrator voor onder andere McClure's Harper's, The American Magazine en The Saturday Evening Post. Voor de krant The New York Herald creëerde hij de strip The Upside Downs of Little Lady Lovekins and Old Man Muffaroo. Daarna tekende hij nog de strips Terrors of the Tiny Tads (1905) over speelgoedfiguren die tot leven komen en The Loony Lyrics of Lulu (1910). In de loop van de jaren 1920 legde hij zich volledig toe op zijn schilderscarrière.
- Bibsys: 8067621
- Gemeinsame Normdatei: 1054366497
- International Standard Name Identifier: 0000 0000 4290 2927
- Library of Congress Control Number: no00014049
- Bibliotheek van het Japanse parlement: 00459655
- Nederlandse Thesaurus van Auteursnamen: 073561703
- RKD-Nederlands Instituut voor Kunstgeschiedenis: 301646
- Istituto Centrale per il Catalogo Unico: LIGV008916
- SNAC: w6bv9pww
- Système universitaire de documentation: 14332005X
- Virtual International Authority File: 16764348
- WorldCat: E39PBJxRxvJrtd66GKJxPGdfbd